# Костюченко Петро Андрійович
Петро́ Андрі́йович Костюче́нко (9 лютого 1917 — 16 квітня 1945) — радянський військовик часів Другої світової війни, командир стрілецького батальйону 1052-го стрілецького полку 301-ї стрілецької дивізії 5-ї ударної армії, майор. Герой Радянського Союзу (1945).

## Життєпис
Народився в селі Вільне, нині Волноваського району Донецької області України, в селянській родині. Українець. Закінчив 8 класів школи, працював слюсарем на Маріупольському судноремонтному заводі.
До лав РСЧА призваний 5 жовтня 1938 року. У 1940 році закінчив курси політпрацівників. Учасник німецько-радянської війни з жовтня 1941 року. Воював на Південному, Північно-Кавказькому, 4-му та 3-му Українських і 1-му Білоруському фронтах. Член ВКП(б) з 1943 року.
Особливо відзначився у боях на території Німеччини. 14 квітня 1945 року в районі міста Гольцов відмінно організував і забезпечив прорив силько укріпленої лінії оборони супротивника на фронті у 1200 метрів. Вміло переслідуючи ворога, що відступав, на глибину 12 кілометрів, батальйон під його командуванням знищив до 400 і полонив до 210 солдатів і офіцерів супротивника.
16 квітня 1945 року на підступах до міста Гузов-Платков повів свій батальйон на штурм. Під час бою загинув, але бойове завдання батальйоном було виконане.
Похований у місті Костшин Великопольського воєводства Польщі.

## Нагороди
Указом Президії Верховної Ради СРСР від 31 травня 1945 року «за зразкове виконання бойових завдань командування на фронті боротьби з німецькими загарбниками та виявлені при цьому відвагу і героїзм», майорові Костюченку Петру Андрійовичу присвоєне звання Героя Радянського Союзу (посмертно).
Нагороджений орденами Леніна (31.05.1945), Червоного Прапора (29.01.1945), Вітчизняної війни 1-го (05.03.1945) та 2-го (24.09.1944) ступенів, Червоної Зірки (29.11.1943).